# Cambridgea agrestis
Cambridgea agrestis är en spindelart som beskrevs av Forster och Wilton 1973. Cambridgea agrestis ingår i släktet Cambridgea och familjen Stiphidiidae. Inga underarter finns listade.